# Національний палац (Мехіко)
Національний палац (ісп. Palacio Nacional) — президентська резиденція в столиці Мексики, розташована на  площі Сокало.

## Історія
Будівництво почалося в 1562 і спочатку мало стати резиденцією Ернана Кортеса. Пізніше палац прийнято у володіння короною та став резиденцією  віце-королів  Нової Іспанії.
Палац виконаний в стилі  мексиканського бароко. Велична будівля має фасад понад 200 метрів в довжину. Палац має 3  внутрішніх дворика.
Над головним входом палацу висить дзвін Долорес, в який бив у 1810 революційний священик Мігель Ідальго, оголошуючи про початок  війни за незалежність. Ця подія урочисто відзначається щороку 16 вересня на площі Сокало .
Внутрішні покої палацу прикрашені роботами  Дієго Рівери.
У 1920 добудований третій поверх.